# Siebenbürgisch-Deutsches Tageblatt
Das Siebenbürgisch-Deutsche Tageblatt war zur Zeit Österreich-Ungarns und später im Königreich Rumänien eine deutsche Tageszeitung, die von 1874 bis 1941 in Hermannstadt (rum. Sibiu) erschienen ist. Aufbauend auf dem publizistischen Programm und der Redaktion des Siebenbürgisch-Deutschen Wochenblatts (1868–1873) entstand 1874 mit dem Tageblatt die erste siebenbürgisch-sächsische Tageszeitung auf internationalem journalistischem Niveau. Die Zeitung richtete sich an alle deutschsprachigen Bürger des Königreichs Ungarn. Sie folgte zunächst den politischen Grundsätzen der sogenannten Altsachsen und trat für die Minderheitenrechte der Deutschen aus dem Ungarischen Königreich ein, womit sie in Gegensatz zur regierungsnahen Hermannstädter Zeitung (1861–1907) geriet. Infolge einer stark gewachsenen Leserschaft wurde sie in Ungarn, als auch später in Rumänien – die Deutsche Tagespost (1919–1925), die Deutsche Tageszeitung (1934–1939) und Süd-Ost (1935–1939) gingen in das Siebenbürgisch-Deutsche Tageblatt auf – zur wichtigsten Zeitung und zum Sprachrohr der Siebenbürger Sachsen. Während des Ersten Weltkrieges erschien sie kurzzeitig sogar in Budapest, ab 1926 in Bukarest unter dem Titel Bukarester Tagblatt mit wirtschaftspolitischem Schwerpunkt. Am 16. März 1941 ging sie zusammen mit anderen rumäniendeutschen Tageszeitungen in der gleichgeschalteten Südostdeutschen Tageszeitung (1941–1944) auf, einem Sprachrohr nationalsozialistischer Propaganda.

„(...) erste und alles beherrschende Pflicht des Wochenblattes blieb doch stets der heilige Kampf für die Erhaltung des deutschen Rechtes, deutscher Bildung und Gesittung auf diesem Flecken Erde.“